# ヨッヘン・ボール

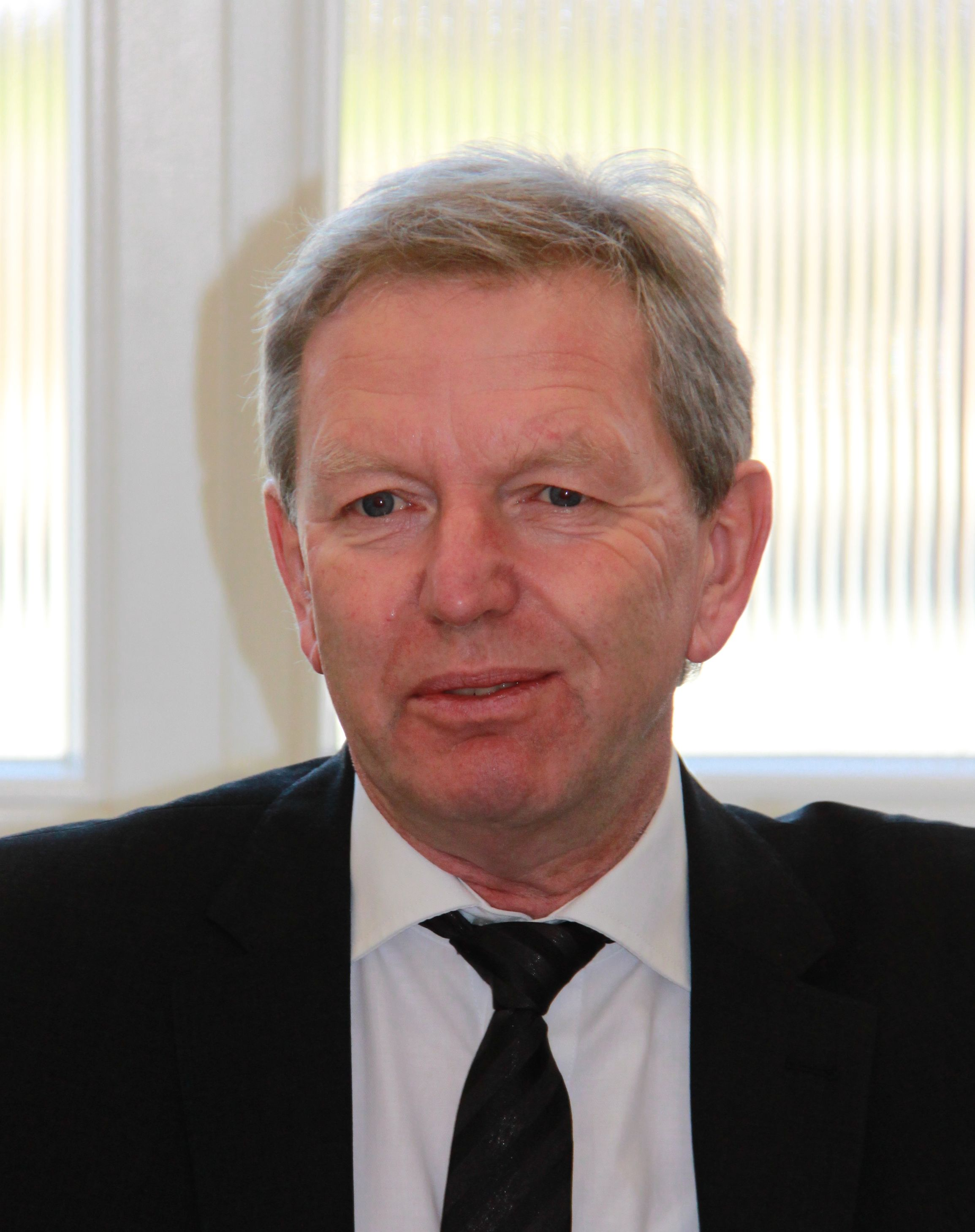
ヨッヘン・ボール（2011年）

ヨッヘン・ボール（ドイツ語: Jochen Bohl, 1950年4月19日 リューデンシャイト - ）は、ドイツのルター派神学者、牧師。2004年にザクセン福音ルター派州教会監督に就任している。2009年10月にボールはドイツ福音主義教会 EKD常議員に選出され、2010年11月9日にドイツ福音主義教会常議員会副議長に就任している。2015年8月29日、ボールは65歳の定年を数か月過ぎた段階で州教会監督を引退した。

## 経歴
ヴッパータール・ベーテル神学大学で福音主義神学を学んだ後、1968年から1974年までマールブルク大学とボーフム大学の福音主義神学部に通い、ヴェストファーレン福音主義教会の牧師任用試験を受けた。1974年から1976年までノルトライン＝ヴェストファーレン州 リューデンシャイトで牧師補に就き、1977年に牧師に任用された。1978年から1986年までドルトムント南教会地区で地域の教会共同体牧師として働き、その後ザールブリュッケンに赴きザールラント州の福音主義青年団の指導者に就任した。さらに、1993年にザールラント州 同盟90/緑の党の広報副担当に選ばれた。
1995年にザクセン州 マイセン近郊のラーデボイルにあるザクセン福音ルター派州教会の福祉施設長になった。16.000人の職員を雇用し1.400人の入所者がいる大規模福祉施設である。同時にザクセン福音ルター派州教会の高等参事会員にも就いている。2004年、ザクセン州教会監督選挙の候補者になり、第4投票において85票中43票を得て州教会監督に選出された 。州教会監督選挙後の2004年6月26日、ドレスデン聖十字架教会でドイツ合同福音ルター派教会主席監督ハンス＝クリスチャン・クヌートによってザクセン福音ルター派州教会監督に任職された。2005年10月30日にドレスデン聖母教会祝賀式典にも州教会監督として参加した。2009年のドイツ福音主義教会EKD総会において、ボールは常議員に選出された。さらに、ボールは福音派の宣教団体ProChristの評議員会員でもある。ProChristは大衆伝道組織CVJMに関係している。さらに国際マルチン・ルター財団評議員を務めている。
1980年代以降の特別な関心事はイスラエルとポーランドとの和解の働きである。ドイツ再統一の10年以上前から東ドイツの地域教会共同体との定期的交流に加わっていた。
2015年8月29日、ボールは65歳の定年を数ヶ月過ぎた段階で州教会監督を引退し、神学的保守主義者カルステン・レンツィングにザクセン州教会の監督職を託した。

## 家族
ヨッヘン・ボールは既婚者で3人の息子がおり、ザクセン州マイセン近郊ラーデボイルに住んでいる。